# 4 de Octubre, Motozintla
4 de Octubre är en ort i Mexiko.   Den ligger i kommunen Motozintla och delstaten Chiapas, i den sydöstra delen av landet, 900 km sydost om huvudstaden Mexico City. 4 de Octubre ligger 1 625 meter över havet och antalet invånare är 254.
Terrängen runt 4 de Octubre är bergig åt nordväst, men åt sydost är den kuperad. Runt 4 de Octubre är det ganska tätbefolkat, med 179 invånare per kvadratkilometer. Närmaste större samhälle är Motozintla de Mendoza, 3,7 km sydväst om 4 de Octubre. I omgivningarna runt 4 de Octubre växer huvudsakligen savannskog.